# ヒロシマ (本)
『ヒロシマ』 (Hiroshima) は、アメリカのジャーナリストであるジョン・ハーシーが、1945年8月6日の原子爆弾の広島市への投下直後の広島市での取材をまとめたルポルタージュである。

## 概要
1946年出版。広島の被爆者6人の物語である。著者のハーシーはこれを「ザ・ニューヨーカー」に発表し、大きな反響を得た。「ヒロシマ」は、アメリカでは学校の社会科の副読本として長きに渡り広く読み続けられ、また、20世紀アメリカジャーナリズムのTOP100の第1位に選出されている。

## 登場する被爆者
ルポルタージュ「ヒロシマ」に登場する被爆者
- 谷本清
- 中村初代[4]
- 藤井正和
- ヴィルヘルム・クラインゾルゲ
- 佐々木耀文
- 佐々木トシ子[5]

なお、谷本清の娘である近藤紘子も、物語内に短く登場している。

## 日本語訳
- ジョン・ハーシー『ヒロシマ 増補版』、谷本清・石川欣一・明田川融訳、法政大学出版局、2014年（初刊版は1949年）。ISBN 9784588316302。現行版